# Лорен Девіс
Лорен Девіс (англ. Lauren Davis, 9 жовтня 1993) — американська тенісистка. 
Лорен народилася в родині медичних працівників. Її мама — медсестра, батько — кардіолог. Тенісом дівчинка почала займатися з 9 років. У 16 вона перебралася з Огайо до Флориди в тенісну академію Кріс Еверт.
Свою першу перемогу в турнірах WTA Девіс здобула в січні 2017 року на турнірі ASB Classic у новозеландському Окленді.
Основною рисою Девіс як тенісистки є висока рухливість, що дозволяє їй компенсувати невисокий зріст. На відміну від інших багатьох американок, вона добре грає на ґрунті.

## Фінали турнірів WTA

### Одиночний розряд: 1–2 (1 перемога, 2 поразки)
| Результат | №  | Дата            | Турнір                                    | Поверхня     | Супротивниця  | Рахунок  |
| --------- | -- | --------------- | ----------------------------------------- | ------------ | ------------- | -------- |
| Поразка   | 1. | 24 липня 2016   | Citi Open, Вашингтон, Округ Колумбія, США | Хард         | Яніна Вікмаєр | 4–6, 2–6 |
| Поразка   | 2. | 18 вересня 2016 | Tournoi de Québec, Квебек-Сіті, Канада    | Килим (зала) | Осеан Доден   | 4–6, 3–6 |
| Перемога  | 1. | 7 січня 2017    | ASB Classic, Окленд, Нова Зеландія        | Хард         | Ана Конюх     | 6–3, 6–1 |

## Зовнішні посилання
- Досьє на сайті WTA [Архівовано 7 січня 2017 у Wayback Machine.]

| Тенісист | Це незавершена стаття про тенісиста чи тенісистку. Ви можете допомогти проєкту, виправивши або дописавши її. |